# THE 虎舞竜
THE 虎舞竜（ザ・トラ・ブリュー、THE TRA-BRYU）は、日本のロックバンド。

## 略歴
1982年、前身バンド『トラブル』でデビューするも、わずか3年で解散。1992年、『ザ・トラブル』として再始動。シングル「こっぱみじんのR&R」をリリース。（カップリング曲は「ロード」と「道化師（ピエロ））」。制作費・宣伝費共ゼロの条件の中、500枚弱の売上。同年9月、高橋ジョージが日本テレビ放送網深夜番組内オーディションで「ロード」を歌う。この時の様子がディレクターの目に留まり、後日「ロード特集」が組まれる。同年10月、同番組の影響を受け、カップリング曲の「ロード」が突如有線放送でチャート上昇。メジャー・レーベルmeldac（現：徳間ジャパンコミュニケーションズ）が、「ロード」をメインにしたリニューアル盤を切望。バンドはその要望に応える。

1993年1月、バンド名を『THE 虎舞竜』に改名し、「ロード」をシングル表題曲として初リリース。オリコン初登場は27位だったが、1993年3月8日以降、5週連続で3位に入る等、220万枚の大ヒットとなりブレイク。（ザ・トラブル盤とTHE 虎舞竜盤の累計）。日本有線大賞・有線音楽優秀賞受賞。全日本有線放送大賞・特別賞/審査委員会最優秀賞受賞。日本レコード大賞・ヒットシングル賞受賞。第8回日本ゴールドディスク大賞・ベスト5シングル賞受賞。以降、「ロード-㐧二章-」「ロード-㐧三章-」もトップ10入りするヒットを記録、シリーズ累計で350万枚に迫るセールスを記録。2023年現在でも、オリコン週間チャートで1位を獲得していない曲では最大のセールス枚数を誇る。

1996年、映画化された「ロード」の上映と虎舞竜のコンサートが同時に行われる日本初の公開形式『ロード〜Cinema&Live Tour』を敢行。

2003年1月21日、シングル盤「ロード」リリースから丸10年を迎える日にアルバム「ザ・ロード」リリース。ロードシリーズの全十三楽章を収録。第45回日本レコード大賞企画賞を受賞。

2015年、高橋ジョージが出演したNHKドラマ『美女と男子』と自身が手掛けた楽曲「ハローマイラブ！」「ふたり〜One Day」が話題となる。

2017年、アルバム「原宿☆ロックンロール☆ヒーローズ」リリース。ボーナストラックとして「ロード〜第十四章=愛別離苦」を発表、十三章で完結したはずのロードシリーズに新章が加えられた。

2018年、アルバム「ロード - ザ・ベスト〜25th anniversary〜」をリリース。ロンドン アビーロード・スタジオで新レコーディングされた「ロード〜アビーロードスタジオ・ロンドン2018」の他、シングルヒットした㐧二章・㐧三章、1992年リリースのオリジナル版「ロード」他を収録。

2021年2月14日、「ロード〜㐧15章×2」リリース。TBSテレビ「水曜日のダウンタウン」企画として「ロード」最新作となる㐧十五章の詞曲を一般公募。選ばれた作品はシリーズ初となるデュエット曲。パートナーにMay J.をパートナーに迎え同番組で初披露された（詳細後述）。

近年は高橋ジョージのセルフ・プロデュースでオケ制作が行われている。レコーディングはサポート・メンバーを従える場合もあるが、2015年に『高橋ジョージ & THE虎舞竜』名義変更後は実質、高橋のソロ・ワークとなっている。2021年9月12日、自身がホストを務めるYouTubeチャンネルを開設。
2022年8月13日、同年3月にYouTubeを通じて募集した新メンバー４人（ギター・大嶋康太、Ｊｕｋｅｒ、ドラムス・杉山安曇、三隅憧人）と高橋、ベースの田中敬久の６人組の新体制で、18年ぶりの単独ライブを実施した。
2024年3月3日　新潟県刈羽村ラピカ文化ホールのコンサートで、オリジナルメンバー本間敏之が復帰。
2024年5月6日　仙台BARTAKEにて「再上京記念ライブ」と冠した再スタートライブを行う。
2024年12月21日　20年ぶりにTHE虎舞竜のオリジナルメンバーによる再結成ライブが、南青山レッドシューズで行われ、THE虎舞竜13年ぶりの新曲「幸せのある場所」1992年から32年かけた完全版「ロード」を含む全14曲収録アルバム「セトリ」が発売。

## メンバー
高橋ジョージ（ギター・ボーカル、1958年8月13日 - ）宮城県栗原市出身。
当初は音楽活動を重点に置いていたが、2004年以降は主にバラエティ番組のゲスト出演、ワイドショーなどでのコメンテーターなどのタレント業、俳優業の比率が高い。元妻・三船美佳と2016年3月29日に協議離婚が成立。
田中敬久（ベース・ギター、1963年6月17日 - ）：長野県上田市出身。
「トラブル」のデビューライブを見て以来、ファンとして足繁くライブに通っていたが、後に高橋に直談判して1985年にメンバーとして加入。高橋ジョージのマネージャーも兼務。
本間敏之（ギター＆KEY）
田中清人（ドラムス）

### 旧メンバー
池田芳樹（ギター）
「ロード〜第二章」レコーディング頃からスタジオに顔を出さなくなり、そのままバンドを脱退。現在はライブハウス等で活動中。
上村CAN（サックス）
1985年〜86年にかけて高橋と一時的にバンド活動を行なっていた。1993年10月に THE 虎舞竜のメンバーになる。1998年10月のライブを最後に脱退。
リッキー小野寺（ギター・ボーカル、1959年2月27日 - ）：宮城県栗原市出身。
「トラブル」時代のメンバー、高橋と幼なじみ。2005年10月9日に「THE 虎舞竜」に正式加入。2011年、プロフィール削除のため脱退したとみられていたが、2012年1月11日放送『1番ソングSHOW』（日本テレビ）にTHE 虎舞竜が出演した際ギタリストとして演奏。その後公式プロフィールに再掲載されバンド復帰するも現在は再度、公式プロフィールから削除されている。

## ディスコグラフィ

### シングル
TROUBLE
1. Mr.リッケンバッカー
2. 無限セクシーロード
3. 朝まで踊ろう
4. サタデイ・ナイト・ブギ
5. ムーンライト・セレナーデ

ザ・トラブル
1. こっぱみじんのR&R（92年5月21日発売）…カップリングは「ロード」と「道化師（ピエロ）」。

THE 虎舞竜
1. ロード（1993年1月21日発売）…日本レコード大賞「ヒットシングル賞」受賞
2. 道化師（ピエロ）（1993年5月10日発売）
3. ひとりぼっちのクリスマス（1993年10月5日発売）
4. ロード-第2章-（1994年1月1日発売）
5. シンデレラ（1994年6月21日発売）
6. ロード-第3章-（1995年1月1日発売）
7. あきらめずに行こう!!（1995年6月21日発売）
8. Ah, if I fell（1996年2月21日発売）
9. 泣いてばかりじゃいられない（1996年5月22日発売）
10. ロード-第4章-（1997年2月12日発売）
11. 届くことのない手紙-ロード第5章-（1997年6月20日発売）
12. LUCKY LODESTONE（1998年10月14日発売）
13. Get Your Life（1999年10月21日発売）
14. ロード〜上巻7/13（-ROAD-1st volume-chapter 7/13-） （2000年1月21日発売）
15. ロード〜下巻13/13（-ROAD-2nd volume-chapter 13/13-） （2001年5月21日発売）
16. THE虎舞竜13年ぶりの新曲「幸せのある場所」1992年から32年かけた完全版「ロード」を含む全14曲収録アルバム「セトリ」が発売。

### アルバム
TROUBLE
下記1.〜3.の作品は1993年にCDで再発売。2005年には未収録5曲を追加し再々発（タイトル語尾に「+5」と標記）。
1. THE TROUBLE 1982 （1982年）
2. 朝まで踊ろう ROCK TOGETHER （1983年）
3. 恋のスクラッチ （1983年）
4. シングル・コレクション（1993年6月30日）
5. ジ・アーリー・トラブル（2005年11月5日）
当時のデモやライヴ音源を収録した作品。
6. ジ・アーリー・トラブル2（2009年12月23日）
当時のデモやライヴ音源を収録した作品。初回盤は当時のライヴ映像等を納めたDVD付。

THE 虎舞竜
1. ロード-ドキュメント-（1993年4月21日発売）
2. ニューヨークからの手紙（1993年12月16日発売）
3. 追伸 ロード-第2章-（1994年4月21日発売）ミニ・アルバム
4. ロード-第3章 回想-（1995年3月15日発売）
5. The Very Best of 1982-1992（1996年2月21日発売）
6. THE 虎舞竜-ベスト・ロード 第4章-（1997年2月26日発売）
7. Xie Xie -永遠の途中-（1997年7月16日発売）
8. LIVE!!LIVE!!LIVE!!（1998年10月30日発売）
9. THE ROAD（2003年1月21日発売）
代表曲『ロード』全13楽章を収録。コンサートツアーで上映された同名映画を初DVD化。
10. Tears⭐︎2011（2011年11月2日発売）
11. THE虎舞竜13年ぶりの新曲「幸せのある場所」1992年から32年かけた完全版「ロード」を含む全14曲収録アルバム「セトリ」が発売。

高橋ジョージ & THE虎舞竜
1. たどころ晋也・ゴールデンヒッツ（2015年10月28日発売）
NHKドラマ10『美女と男子』劇中歌として話題となった「ハローマイラブ!」「ふたり 〜One Day」「Good Bye My Baby … そやけど好っきやねん」3曲がリード曲となり、高橋が演じた役名の“たどころ晋也”が現実の世界に居る設定で発表した名曲集。
2. 原宿・ロックンロール・ヒーローズ（2017年12月13日発売）
高橋に影響を与えた「ロックン ロール・ヒーローズ」達の伝説を、ロカビリー、ジャイブ、ドゥーワップと、多彩なロックンロールで収録。新たに書き下ろされた愛娘への想いを綴った新曲 「ロード〜第十四章」をボーナストラックとして収録。
3. ロード - ザ・ベスト〜25th anniversary（2018年2月21日発売）
「ロード」リリース25周年を記念したアルバム。今回、「ロード」は高橋にとっての聖地「アビーロードスタジオ・ロンドン」で再録音。四半世紀歌い続けてきた高橋のエモーショナルなボーカルを聴くことができる。
4. ロード〜㐧15章×2（2021年2月14日発売）
2021年、TBSテレビ「水曜日のダウンタウン」の企画として「ロード」最新作となる「㐧十五章」の詞曲を一般公募。その中から1曲を選び高橋自ら音源化するというもの。応募にあたり、歌い出しの歌詞は「ちょうど1年前」、サビの頭は「なんでもないようなこと」という条件付となった。2019年11月放送時の募集告知より足かけ1年余。応募総数315作から高橋が熟考の末に選んだ1曲は、シリーズ初となる女性とのデュエット曲。May J.をパートナーに指名。1月27日放送の同番組では選考過程の模様、2人のスタジオ歌唱による当曲初披露をオンエア。本曲はデュエット曲ではあるが男女交替で歌う通常スタイルでは無く、高橋が歌う男性からの想い・May J.が歌う女性からの想い同時にシンクロしながら歌唱される斬新な作り。1月28日から配信スタート。2月14日バレンタインデーにCDがリリース。カップリング曲は、当楽曲オリジナル・カラオケの男性のみ/女性のみヴァージョンと新たなアレンジで新録音された「ロード」2021年ヴァージョンを収録。

### 映像作品
1. ロード-ドキュメント・第1章-（1994年1月21日）
2. ドキュメント〜ロード-第2章-（1994年10月21日）
3. TROUBLE BOX（2009年12月23日）アーリー・ザ・トラブル2の初回盤にロゴ入りTシャツのついたボックスセット。

### 映画
1. ロード（1997年7月11日発売、東宝ビデオ）2003年1月21日発売「THE ROAD」に同内容が収録。
2. LUCKY LODESTONE（1999年6月25日、ケイエスエス）2007年3月9日にDVD化。

### 書籍
1. 君と出逢っていなければ-ロードが残してくれた真実-（1997年7月11日）

## タイアップ一覧
| 年         | 曲名                             | タイアップ                                                          |
| ---------- | -------------------------------- | ------------------------------------------------------------------- |
| THE 虎舞竜 |                                  |                                                                     |
| 1993年     | ロード                           | TBS系『テレビ近未来研究所』エンディングテーマ                       |
| 1993年     | ロード                           | 映画『ロード』主題歌（1996年）                                      |
| 1993年     | ロード                           | 静岡県/静岡県警本部「飲酒運転根絶〜二度とは戻らない時間〜」CMソング |
| 1993年     | 道化師 -ピエロ-                  | テレビ朝日系『新やじうまワイド』ウェザーテーマ                      |
| 1994年     | シンデレラ                       | 日本テレビ系『THE・サンデー』エンディングテーマ（1995年）           |
| 1995年     | ロード -第三章-                  | テレビ朝日系 火曜ドラマ『恋人をつくる100の方法』テーマ曲            |
| 1995年     | 無冠の王者!!無名のチャンピオン!! | テレビ朝日系 内館牧子新春ドラマ『転職ロックンロール』テーマソング   |
| 1996年     | 泣いてばかりじゃいられない       | テレビ朝日系 木曜時代劇『大江戸弁護人・走る!』エンディングテーマ    |
| 1998年     | ラッキーロードストーン           | 映画『ラッキー ロードストーン』主題歌                               |
| 1999年     | CROSS ROAD                       | 映画『新・男樹』主題歌（2000年）                                    |